# ロバロー (潜水艦)
ロバロー (USS Robalo, SS-273) は、アメリカ海軍の潜水艦。ガトー級潜水艦の一隻。艦名はスズキ亜目セントロポマス科に属する大型魚「スヌーク」のスペイン語名に因む。

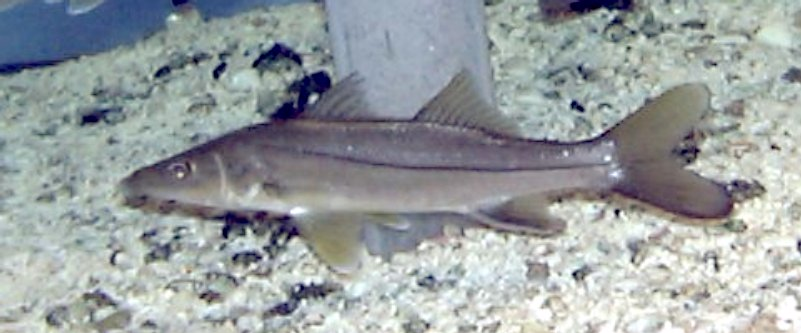
コモン・スヌーク（メキシコ名Robalo blanco）

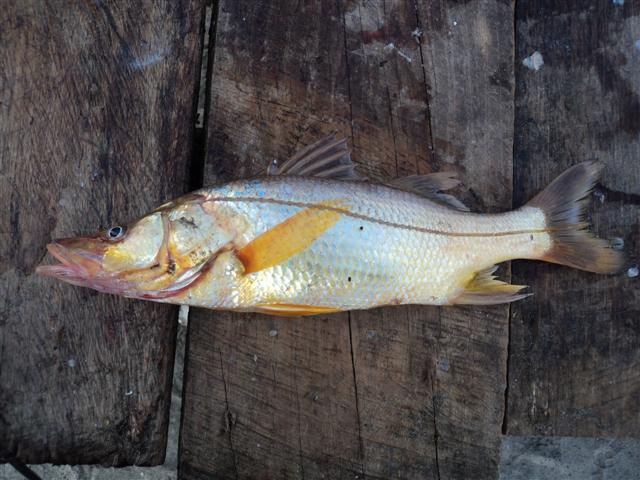
ファット・スヌーク（メキシコ名Robalo chucumite）

## 艦歴
「ロバロー」は1942年10月24日にウィスコンシン州マニトワックのマニトワック造船で起工する。1943年5月9日にE・S・ルート夫人によって進水し、艦長ステファン・H・アンブルスター中佐（アナポリス1928年組）の指揮の下1943年9月28日に就役する。ミシシッピ川を乾ドックに乗せられ曳航されたのち、真珠湾に回航され太平洋戦線での任務に就いた。

### 哨戒
1944年1月8日、「ロバロー」は最初の哨戒でルソン島西方に向かった。1月末から2月にかけては、レガスピやサマール島、スリガオ海峡方面などで行動し、セブからサンベルナルジノ海峡を経由する交通路を哨戒したほか、ボアク島近海でも行動した。2月13日夕刻、北緯13度30分 東経121度13分 / 北緯13.500度 東経121.217度のベルデ島水路で2隻の輸送船を発見し、そのうちの一隻に対して魚雷を4本発射。1本が命中したが、「手負い」の輸送船に更なる攻撃を行わなかった。間もなく浮上すると、護衛の掃海艇が挑戦してきたので3インチ砲で応戦したが、25発から30発撃ったところで砲戦は終わった。3月6日、57日間の行動を終えてフリーマントルに帰投した。
帰投後、この哨戒でのアンブルスター艦長の怠慢な姿勢に批判が向けられた。2月13日の攻撃の件のほか、「ハッド (USS Haddo, SS-255) 」が探知した強力な日本艦隊に対して、「フラッシャー (USS Flasher, SS-249)」「ホー　(USS Hoe, SS-258)」「ヘイク (USS Hake, SS-256) 」および「レッドフィン (USS Redfin, SS-272) 」と違って立ち向かわなかったことなど、アンブルスターの指揮はあまりにも消極的で闘志がないと判断された。この方面の潜水部隊司令官ラルフ・クリスティ少将は、太平洋艦隊潜水部隊司令官チャールズ・A・ロックウッド中将に対して、「アンブルスターは艦長としてはふさわしくない。彼に合う職があるなら、そこに入れてくれ」と要請する。その結果、3月29日付けでアンブルスターは艦長の任を解かれ、ミッドウェー島の潜水艦基地のスタッフに左遷された。後任の艦長にはマニング・キンメル少佐（アナポリス1935年組。元合衆国艦隊兼太平洋艦隊司令長官ハズバンド・キンメル提督の息子）が就任した。
1944年4月10日、「ロバロー」は2回目の哨戒で南シナ海、インドシナ半島方面に向かった。ダーウィンを経由し、哨戒海域に到着。4月24日夕方、北緯10度21分 東経109度32分 / 北緯10.350度 東経109.533度のサイゴン沖で浮上航行中、ヒ58船団に属していた空母「海鷹」所属の九七式艦攻に発見された。「ロバロー」は潜航を開始したが、対潜爆弾が左舷部で炸裂。また乗組員がパニックに陥って機器の操作を誤ったため、過剰な浸水が発生してしまった。深度105mにまで沈下したが辛うじて危機を脱し、修理の上哨戒を期限まで続けた。5月3日朝には北緯11度57分 東経109度18分 / 北緯11.950度 東経109.300度の地点で3隻の輸送船を発見して魚雷を6本発射したが、陸岸に当たっただけで終わった。5月8日、北緯13度43分 東経114度16分 / 北緯13.717度 東経114.267度の地点でジグザグかつ17ノットで航行する輸送船を発見して魚雷を4本発射したが、これも命中しなかった。5月16日夜にも、北緯11度13分 東経115度38分 / 北緯11.217度 東経115.633度の地点で駆逐艦に護衛された「7,500トン級タンカー」を発見し二度にわたって魚雷を計10本発射し、目標を撃沈したと判断したが、実際は不成功に終わった。5月30日、51日間の行動を終えてフリーマントルに帰投した。
6月22日、「ロバロー」は3回目の哨戒で南シナ海のナトゥナ諸島近海に向かった。マカッサル海峡とバラバク海峡を通過し、予定では7月6日頃に担当海域に到着、8月2日まで留まることになっていた。7月2日、北緯03度29分 東経119度26分 / 北緯3.483度 東経119.433度の地点を浮上航行中にタラカン島に入港しつつあった扶桑型戦艦1番艦「扶桑」と護衛の駆逐艦3隻（満潮、野分、山雲）を発見し司令部に打電した。「扶桑」以下は3回にわたる渾作戦に参加した後に後退し、呉に向かう途中に燃料を搭載のために入港したものであった。「ロバロー」は報告はしたものの、結局攻撃の機会は逸したと考えられる。また、「扶桑」を護衛していた駆逐艦は爆雷を威嚇のために投下しただけだった。この時、「ロバロー」はボルネオ島の真東に位置していた。その後「ロバロー」からの報告はなく、哨戒から帰投することはなかった。「ロバロー」は喪失したと推定された。

### 喪失
8月2日、フィリピンパラワン島のプエルト・プリンセサにある捕虜収容所の独房の窓から一片の紙切れが落とされた。それは近くで仕事をしていたアメリカ兵に拾われ、更に収容所に収容されていた通信士官のH・D・ホウに手渡された。8月4日にホウはゲリラのリーダー、ドクター・メンドーサの妻であるトリニダードと連絡を取った。彼らからの情報によれば、「ロバロー」は7月26日（もしくは7月2日）、パラワン島の西部海岸から2マイル沖合（バラバク島南東）で浮上航行中、後部搭載砲付近の爆発後に沈没したとされる。おそらく機雷に接触したものと思われる。バラバク海峡には1941年12月7日に機雷が敷設されており、1943年3月には機雷原が強化された。「ロバロー」が海峡を通過する約4カ月前の1944年3月には、第三南遣艦隊の敷設艦「津軽」がさらに機雷原を強化していた。キンメル艦長は漂流中に行方不明となった。ロバローの生存者は士官1名を含む4名のみが海岸に泳ぎ着き、ジャングルを通ってプエルト・プリンセサ捕虜収容所の北西にたどり着いた。7月8日、日本の憲兵隊は4名をとらえ投獄した。8月15日に彼らは日本の駆逐艦によって移送され、8月19日に特設駆潜艇「高雄丸」が受領した。その後は消息不明となった。「ロバロー」は1944年9月16日に除籍された。
「ロバロー」の喪失が宣告された後、マニング・キンメル艦長の弟で「バラオ (USS Balao, SS-285) 」に乗艦していたトーマス・キンメルは、合衆国艦隊司令長官兼海軍作戦部長アーネスト・キング大将直々の命令により、戦死の危険性が極めて少ない陸上勤務に配置換えとなった。トーマスは海上勤務への復帰を何度も願い出たが、そのつど却下された。その後、トーマスは「バーゴール (USS Bergall, SS-320) 」の艦長に就任したが、ほどなく終戦となった。
「ロバロー」は第二次世界大戦の戦功で2個の従軍星章を受章した。